# هراتبر (تنکابن)
هراتبر (تنکابن)، روستایی از توابع بخش کوهستان شهرستان تنکابن در استان مازندران ایران است.

## جمعیت
این روستا در دهستان میاندامان قرار دارد و براساس سرشماری مرکز آمار ایران در سال ۱۳۹۵، جمعیت آن ۲۱۶ نفر (۷۴ خانوار) بوده است.